# Peleopòdids
Els peleopòdids (Peleopodidae) són una família de lepidòpters ditrisis de la superfamília dels gelequioïdeus (Gelechioidea) que inclou 28 espècies. Abans eren considerats com una subfamilia de la família Depressariidae.
A la península Ibèrica podem trobar exemplars de l'espècie Carcina quercana (Fabricius, 1775)

## Taxonomia
- Antoloea Meyrick, 1914
- Carcina Hübner, [1825]
- Durrantia Busck, 1908
- Peleopoda Zeller, 1877
- Pseuderotis Clarke, 1956